# 英二 (ものまねタレント)
英二（えいじ、1963年11月8日 - ）は、長渕剛の物真似を専門とする日本のものまねタレント。本名は、黒木 健。宮崎県日向市出身。座右の銘は「雑草と言う草はない」。

## 概要
芸名の由来は、長渕剛主演のテレビドラマ『とんぼ』や映画『英二』の主人公・小川英二から。アコースティック・ギターとハーモニカの演奏で長渕剛をほぼ完璧にコピーしていると、熱烈な長渕ファンからも支持されている。東京都新宿区の「そっくり館キサラ」などで物真似ライブを行ったり、同港区六本木のものまねエンターテイメントハウスものまねエンターテイメントハウスSTARのステージやテレビ番組に出演することもある。
2006年10月16日放送の『くりぃむナントカ』第2回長渕剛ファン王決定戦では、くりぃむしちゅーら番組出演者と共に長渕剛本人と対面した際は感無量で頭が上がらなかった。さらに本人から、「本当にうまいよね、似てない所もたくさんあるけど…うれしいな」の言葉とハーモニカ（ハープホルダー付き）を譲り受けた。
2008年10月1日の清原和博引退試合に一般客として大阪ドームで観戦している。
2009年8月19日には英二郎（えいじろう）の名義でシングル『三つで五百円〜望郷編』をリリースした（レコード会社はウェブクウ）。関西の歌謡漫才芸人・西条ロックが1975年に発表した曲のカバーである。同年8月26日付の有線放送リクエストチャートで1位となった。
またDRAGON GATE内のユニットKAMIKAZEに楽曲提供している。
2014年1月1日に北九州市の社会人プロレス団体「がむしゃらプロレス」のオリジナルソング「がむしゃらの花」c/w「かけがえのない自分」を発売した。この曲は前年2013年10月27日に皿倉山頂・帆柱自然公園（北九州市八幡東区）で開催されたがむしゃらプロレスのイベントにおいて本人がリング上で初披露している。
また、2015年11月1日には北九州芸術劇場大ホールでのがむしゃらプロレスイベントでも生歌を熱唱した。

## 出演番組
- くりぃむナントカ（第1回、第2回長渕剛ファン王決定戦）
- 上田ちゃんネル 24時間ぐらいTV!!（生放送で14曲を披露）